# Ковалюк Богдана Михайлівна
Богда́на Миха́йлівна Ковалюк (нар. 22 листопада 1971, с. Молодків Надвірнянського району Івано-Франківської області) — українська, прикарпатська поетеса, що публікується під псевдонімом Власта Власенко.

## Життєпис
Закінчила Молодківську восьмирічну та Солотвинську середню школу. Випускниця філологічного факультету Львівського Державного університету ім. І.Франка, філолог, викладач. Працювала екскурсоводом в Івано-Франківському краєзнавчому музеї, вчителем української мови та літератури в школі с. Гвізд Надвірнянського району, з 2003 завідувачем відділу методичної роботи Надвірнянського РЦДТ, начальником відділу внутрішньої політики, заступником голови з гуманітарних питань Надвірнянської райдержадміністрації, спеціалістом Департаменту культури Івано-Франківської міської ради, головним редактором сайтів 0342.ua та WestNews. До 2021 року працювала заступником директора Івано-Франківського центру дитячої та юнацької творчості Івано-Франківської міської ради.
З 2021 і до тепер — директор Надвірнянського ліцею імені В'ячеслава Чорновола #1.
Вірші пише з дитячих років. Друкується в місцевій, обласній та всеукраїнській періодиці: часопис «Народна Воля», журнали «Перевал», «Січеслав», «Ятрань», «Дніпро», «Київ», відвідувала літературні студії «Каменяр» (м. Львів) та «Бистрінь» (м. Надвірна). Також твори Власти Власенко публікувала літературна студія «Бистрінь»: в альманасі «Купальська злива», в антологіях «Літоплин над Бистрицею» та «Сонячні обрії слова».
Творча співпраця у Власти Власенко склалася з фотохудожником Русланом Трачем. Їх роботи — світлини та вірші — поєднувалися в кількох виставках і у двох збірках в форматі артбук: «Инча» та «Ренесанс» (не тиражні видання).
Влітку 2016 року Власта Власенко була оголошена лауреаткою літературної премії імені Бориса Нечерди.
31 січня 2017 року в видавництві Discursus вийшла друком книга Власти Власенко «Зґарди».
3 травня 2023 року Власта Власенко була обрана лауреатом премії імені Василя Стефаника у номінації «Поезія». 12 травня 2023 року в Прикарпатському університеті (Івано-Франківськ) відбулась церемонія вручення літературної та академічної премії імені Василя Стефаника.

## Відгуки про творчість Власти Власенко
Ярослав Дорошенко (багаторічний очільник Івано-Франківської обласної організації НСПУ, поет):
Сильне образне мислення і тонка художня деталь поезії Богдани Ковалюк відразу привертає увагу.
Мар'яна Савка:
Багато сучасних поетів росте в крону, а Власта — в корінь. Її вірші вглиблені у природу речей, а найбільше — в мову. І вона так виразно про-мовляє, за-мовляє світ довкола себе — немовби мольфарить.
Нестор Чир, член Національної спілки письменників України, керівник літстудії «Бистрінь»:
…поетеса чесно, легко, вільно передає світові свої сокровенні почуття і переживання, відкриває серце навстіж без жодних зусиль над собою, жодної штучності, зумисності.
…Варто наголосити на важливому складникові поетичної творчості Богдани Ковалюк — володінні технікою віршування. І в цьому сенсі у поетеси є виняткове ставлення до літературного слова як явища, самовідданість внутрішньої духовної праці над ним…